# Bulbophyllum pandanetorum
Bulbophyllum pandanetorum е вид растение от семейство Орхидеи (Orchidaceae). Видът е застрашен от изчезване.

## Разпространение
Разпространен е в Камерун и Габон.